# Palpomyia armata
Palpomyia armata är en tvåvingeart som beskrevs av Jean-Jacques Kieffer 1921. Palpomyia armata ingår i släktet Palpomyia och familjen svidknott. Inga underarter finns listade i Catalogue of Life.